# Мюнзинген (Швейцария)
Мюнзинген (нем. Münsingen BE) — город в Швейцарии, в кантоне Берн. 
До 2009 года входил в состав округа Конольфинген, с 2010 года входит в округ Берн-Миттельланд. Население составляет 12 935 человек (на 31 декабря 2019 года). Население составляет 11 017 человек (на 31 декабря 2006 года). Официальный код — 0616.